# Эберштайн, Карл фон
Фридрих Карл фрайхерр фон Эберштайн (нем. Friedrich Karl Freiherr von Eberstein); 14 января 1894 года, Галле, Германская империя — 10 февраля 1979 года, Тегернзе, Бавария, ФРГ) — фрайхерр (барон), высший руководитель СС и полиции «Юг» (Мюнхен; 12 марта 1938 года — 20 апреля 1945 года), высший руководитель СС и полиции «Майн» (Нюрнберг; 12 марта 1938 года — 17 декабря 1942 года), полицай-президент Мюнхена (1 апреля 1936 — 1 октября 1942 года), обергруппенфюрер СС (30 января 1936 года), генерал полиции (8 апреля 1941 года), генерал войск СС (1 июля 1944 года).

## Происхождение и армейская карьера
Отцом Эберштайна был прусский майор Эрнст Фрайхерр фон Эберштайн. Карл фон Эберштайн воспитывался с 1904 по 1912 год в Прусском королевском кадетском корпусе в Наумбурге (Заале) и в Главном кадетском корпусе в Гросс-Лихтерфельде около Берлина. Так как по состоянию здоровья тогда он не был принят на военную службу, с 1913 по 1914 год изучал сельское хозяйство и национальную экономику в Университете Галле. Уже в молодые годы Эберштайн познакомился с молодым Райнхардом Гейдрихом; мать Эберштайна была крестной матерью Гейдриха.
После начала Первой мировой войны в августе 1914 года поступил добровольцем в армию. С ноября 1914 по февраль 1915 года служил унтер-офицером в Мансфельдском полку полевой артиллерии № 75. После курсов повышения квалификации в стрелковой школе полевой артиллерии в Йютербоге Эберштайн с сентября 1915 по ноябрь 1918 года служил во Втором Померанском полку полевой артиллерии № 17 на Западном фронте. В этот период он был адъютантом полка, лётчиком-наблюдателем и командиром батареи. 25 ноября 1915 года был произведён в лейтенанты. За боевые отличия награждён Железным крестом 1-го и 2-го класса.

## В Веймарской республике
После окончания войны Эберштайн некоторое время служил в Рейхсвере, с февраля по май 1919 года был членом Добровольческого корпуса Герхарда Россбаха в Галле, адъютант графа Вольфа-Генриха фон Хельдорфа. С апреля по июль 1920 года был командиром III батареи 16-го артиллерийского полка в «Виттенберге, после чего окончательно уволился из Рейхсвера. С 1918 по 1920 год состоял в Немецко-национальной народной партии (DNVP). Был основателем местного отделения Стального шлема» и до 1924 года оставался его активным членом. В марте 1920 года принимал участие в Путче Каппа в Берлине. Во время Мартовского восстания 1921 года в Центральной Германии в 1921 году был вахмистром-добровольцем в охранной полиции. С мая по сентябрь 1921 года был командиром роты и командиром полка самообороны Верхней Силезии, соединения немецких добровольческих корпусов во время восстаний в Верхней Силезии.
Одновременно с конца 1919 по март 1920 года работал клерком в коммерческом частном банке. В 1923—1924 гг. работал торговым представителем химического предприятия «Leunawerke» в Галле, потом до 1926 года работал в сельском хозяйстве.
В октябре 1920 года вступил в НСДАП. С октября 1922 года Эберштайн принадлежал к «Notbund Halle», предшественнице местной организации НСДАП. После «Пивного путча» в ноябре 1923 года вышел из партии. Между 1924 и 1925 гг. руководил «Фронтбаном» в Наумбурге, тайной организации запрещенных в то время СА. Одновременно был начальником штаба «Фронтбана» в Галле. 17 августа 1925 года повторно вступил в НСДАП (партбилет № 15067) и одновременно — в СА. 30 ноября 1925 года вышел из НСДАП, поскольку утроился на работу служащим военной администрации при комендатуре полигона в Ордруфе.
17 декабря 1927 года Карл фон Эберштайн женился на дочери фабриканта из Клингенталя (Саксония) Хелене Майнер-Шолер. В этом браке у них родился сын. С 1928 по 1929 год был самостоятельным фабрикантом, владельцем хлопчатобумажной мануфактуры в Готе, позже был коммерческим директором тамошнего туристического бюро.
1 февраля 1929 года Эберштайн снова вступил в НСДАП под своим старым партийным номером. Кроме того, 1 апреля 1929 года стал членом СС (билет № 1386). С 12 апреля 1929 в звании штурмфюрера СС был адъютантом VIII группы СС «Тюрингия» (Веймар). С мая 1930 по январь 1931 года был членом муниципалитета Готы. С 1 июля 1930 года одновременно состоял адъютантом руководителя СС в Тюрингии. 1 февраля 1931 года перешёл в Штаб Высшего руководства СА. Начиная с ноября 1931 года дополнительно стал гаупштурмфюрером Верхней Баварии — Мюнхена. С 1 июля 1932 года был командиром группы СА «Хохланд», 15 сентября 1932 года стал группенфюрером СА.

## В эпоху Третьего рейха
После прихода национал-социалистов к власти 20 февраля 1933 года перешёл из СА в СС, 21 февраля 1933 года стал группенфюрером СС абшнита XVIII в Веймаре. С 15 ноября 1933 года — командир оберабшнита СС «Центр» со штаб-квартирой в Веймаре. Позже штаб-квартира была перенесена в Дрезден, а оберабшнит переименован в «Эльба»; Эберштайн оставался его командующим до 1 апреля 1936 года.
5 марта 1933 года избран депутатом Рейхстага и оставался им до конца Второй мировой войны. С 20 октября 1933 по 29 декабря 1934 года Эберштайн был государственным советником и членом правительства Тюрингии. С июля 1934 по декабрь 1938 года также был членом Народной судебной палаты.
Принимал активное участие в уничтожении высшего руководства СА во время «Ночи длинных ножей» 30 июня 1934 года. С декабря 1934 по март 1936 года одновременно был главой правительственного округа Дрезден-Баутцен.

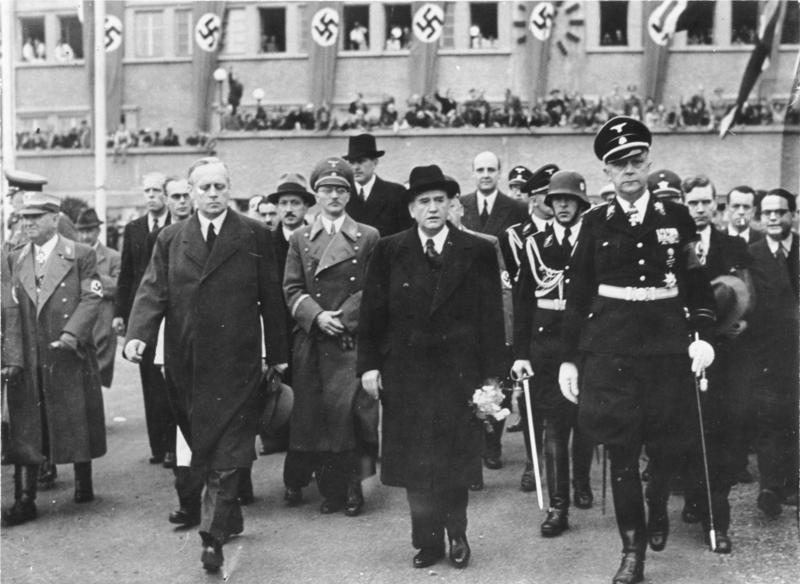
Карл фон Эберштайн (справа) после подписания Мюнхенского соглашения 30 сентября 1938. Слева рейхсминистр иностранных дел Иоахим фон Риббентроп, обер-бургомистр Мюнхена Карл Филер, премьер-министр Франции Эдуард Даладье

30 января 1936 года стал обергруппенфюрером СС, а 1 апреля 1936 года переведён в Мюнхен и назначен командиром оберабшнита СС «Юг». Одновременно с 1 апреля 1936 по 1 октября 1942 года был полицай-президентом Мюнхена (официально: «полицай-президент Столицы Движения», «Polizeipräsident der Hauptstadt der Bewegung»). До 17 декабря 1942 года одновременно руководил оберабшнитом СС «Майн» в Нюрнберге. 15 декабря 1937 года Эберштайн также был назначен руководителем полицейского отдела Баварского Министерства внутренних дел.

## Высший руководитель СС и полиции
После введения должностей высших руководителей СС и полиции (HSSPF) 12 марта 1938 года был назначен на эту должность для VII военного округа со штаб-квартирой в Мюнхене, а до 17 декабря 1942 года также и для XIII военного округа в Нюрнберге. Как высшему руководителю СС и полиции с 1 ноября 1939 года ему формально подчинялись концентрационные лагеря на подведомственной ему территории (в том числе концентрационный лагерь Дахау). Во время Второй мировой войны 8 апреля 1941 года произведён в генералы полиции, а 1 июля 1944 года в генералы войск СС. 1 октября 1944 года был назначен высшим руководителем лагерей для военнопленных по VII военному округу.
Незадолго до конца войны по решению Мартина Бормана и с согласия Генриха Гиммлера из-за «пораженчества» 20 апреля 1945 года Эберштайн был уволен со всех постов. Инициатива смещения Эберштайна исходила от баварского гауляйтера Пауля Гислера, поскольку Эберштайн был против уничтожения арестантов в концлагере Дахау, а также был против защиты Мюнхена от наступавшей американской армии.

## После войны
Карл фон Эберштайн был арестован 8 мая 1945 года американскими войсками в Мюнхене. До 26 октября 1948 года содержался в различных тюрьмах и лагерях для интернированных. 3 и 5 августа 1946 года он был свидетелем в Нюрнберге на процессе против главных военных преступников. В ходе денацификации судом в Мюнхене 15 ноября 1948 года он квалифицирован как «незначительно виновный» (III категория) и приговорён к конфискации 30 % его имущества. После подачи апелляции он был переведён во II категорию как «виновный», а 19 февраля 1953 года в окончательном решении был отнесён к IV категории как «попутчик». Все эти выяснения юстиции степени ответственности Эберштайна остались для него без последствий, а ещё в 1950 году он был освобождён из-под стражи как военнопленный.
До своего увольнения на пенсию Карл фон Эберштайн работал банковским служащим и служащим на ресепшн в казино Бад-Висзее.

## Награды
- Железный крест (1914) 2-го и 1-го класса (Королевство Пруссия)
- Золотой партийный знак НСДАП
- Медаль «За выслугу лет в НСДАП» в серебре
- Медаль «За выслугу лет в СС»
- Почётная шпага рейхсфюрера СС
- Кольцо «Мёртвая голова»
- Крест «За военные заслуги» (1939) 2-го и 1-го класса с мечами
- Орден Римского орла с мечами большой золотой крест с мечами